# Autossegregação
Autossegregação é a separação de um grupo religioso ou étnico do resto da sociedade, constituindo-se em um estado pelo próprio grupo étnico. Isso também pode significar incapacidade para uma interação normal com outros grupos e uma forma de exclusão social.
Por meio da autossegregação, os membros do grupo separado podem estabelecer seus próprios serviços e manter suas próprias tradições e costume. Por exemplo, alguns dos povos isolados do mundo preferiram não interagir com o resto da população humana globalmente integrada. Permanecendo em uma reserva e em isolamento, eles podem preservar suas culturas intactas, contanto que eles escolham e os estados vizinhos os protejam.
Por outro lado, alguns grupos se autossegregam para evitar a integração com outros grupos, seja para proteger sua cultura ou alguns podem se autossegregar de outros que consideram intelectual e/ou socialmente inferiores. Nacionalistas (não racistas) ou racistas, ultranacionalistas, outros grupos 'supremacistas' ou etnocêntricos comumente segregam-se de outras comunidades por meio de várias práticas como a endogamia. O sistema de apartheid na África do Sul foi um exemplo dessa tendência.

## Exemplos
De acordo com a pesquisadora Emma Neuman, da Linnaeus University, a segregação se estabelece na proporção da população em torno de 3-4% dos migrantes não europeus em um distrito, enquanto a imigração europeia não mostra tal tendência. O estudo abrangeu os 12 maiores municípios da Suécia no período 1990-2007. Pessoas com alta renda e alto nível de educação saem primeiro dos distritos de migrantes não europeus, onde a segregação étnica, por sua vez, leva à segregação social.
Um estudo da Universidade de Örebro concluiu que, embora os pais suecos expressassem opiniões positivas sobre os valores do multiculturalismo, na prática eles ainda escolheram escolas de maioria sueca para seus filhos, de modo que seus filhos não fossem uma minoria étnica durante seus anos de formação e para obter uma boa ambiente para desenvolver sua língua nativa sueca.

### Estados Unidos
Em maio de 2017, estudantes negros da Universidade da Califórnia em Santa Cruz ocuparam um dos prédios administrativos da universidade. Exigiam que a Casa Rosa Parks, dormitório do campus, fosse pintada de preto, vermelho e verde, cores da bandeira pan-africana. Outras exigências incluíam que apenas estudantes negros de ascendência caribenha tivessem moradia garantida naquele dormitório.
No mesmo mês, alunos da Universidade de Harvard organizaram a cerimônia de formatura da escola toda negra, citando a necessidade de destacar as conquistas obtidas por alunos e professores negros.
Os especialistas argumentam que esses dois eventos são exemplos de autossegregação e os compararam à   era Jim Crow quando a segregação racial era legal nos Estados Unidos. Antes da Lei dos Direitos Civis de 1964, habitações e instalações "separadas e supostamente (mas geralmente não) iguais " eram comuns na América. Martin Luther King Jr., junto com outros líderes do movimento pelos direitos civis do início dos anos 1960, marchou com sucesso em protesto para abolir essa segregação (Marcha em Washington por Empregos e Liberdade, marchas de Selma a Montgomery).
Durante a ocupação de partes do bairro Capitol Hill, em Seattle, por manifestantes do movimento Black Lives Matter, no verão de 2020, os ocupantes criaram um espaço seguro somente para negros,  a fim de "centrar-se na comunidade e na cura  negra".

## Endogamia como autossegregação
Endogamia, a prática de se casar dentro de um mesmo grupo étnico, incentiva a afiliação ao grupo e a união. É uma prática comum entre culturas deslocadas que tentam criar raízes em novos países, mas ainda resistem à integração completa, pois incentiva a solidariedade do grupo e garante maior controle sobre os recursos do grupo (o que pode ser importante preservar quando um grupo está tentando se estabelecer dentro de uma cultura estrangeira).
No entanto, a endogamia também pode servir como uma forma de autossegregação e ajuda uma comunidade a resistir à integração com as populações vizinhas. Assim, ajuda as minorias a sobreviver como comunidades separadas por um longo tempo, em sociedades com outras práticas e crenças.
Exemplos de grupos etnorreligiosos com níveis mais altos de endogamia que resistiram com sucesso à destruição e assimilação cultural por séculos são os romanis (coloquialmente referidos por não membros como "Ciganos"), os judeus asquenazes da Europa e das Américas e os africânderes de África do Sul.